# Geschiedenis van Hoboken
De geschiedenis van Hoboken beschrijft de ontwikkeling van Hoboken van een klein dorp tot een voorstad van Antwerpen in de eenentwintigste eeuw.

## Middeleeuwen
De eerste vermelding van (de parochie) Hoboken dateert van 1135 als capellam de hobuechen qua libam. Hoboken was toen nog een bij Wilrijk horend onooglijk dorp in het grote hertogdom Brabant.

## Industrialisering
Een keerpunt in de geschiedenis van Hoboken is ongetwijfeld de oprichting van Cockerill Yards. De scheepsindustrie floreerde. Thans is deze industrietak echter bijna geheel verdwenen door concurrerende scheepswerven uit Azië: Cockerill Yards ging failliet in 1982.
Een ander keerpunt is de opheffing van de gemeente Hoboken op 1 januari 1983. Hoboken werd een Antwerps district. Sinds 1 januari 2001 is de eerste (op 8 oktober 2000) rechtstreeks verkozen districtsraad aan de slag. Deze districtsraad heeft beslissingsbevoegdheid over sport-, jeugd-, cultuur- en seniorenbeleid. Ook over de communicatie van het district, de feestelijkheden en een gedeelte van de straat- en groenwerken beslist de districtsraad. Over de andere domeinen kan de districtsraad adviezen geven. Op 1 januari 2007 ging de tweede (op 8 oktober 2006) rechtstreeks verkozen districtsraad aan de slag.

## Demografische ontwikkeling
De geschiedenis van het inwonertal stopt aan de fusie van Belgische gemeenten.

### 19e eeuw
| Jaar                                         | 1806 | 1816 | 1830 | 1846 | 1856 | 1866 | 1876 | 1880 | 1890 |
| -------------------------------------------- | ---- | ---- | ---- | ---- | ---- | ---- | ---- | ---- | ---- |
| Inwonertal                                   | 1550 | 2065 | 2298 | 2633 | 2631 | 2680 | 3410 | 4147 | 6987 |
| Opmerking:resultaten volkstellingen op 31/12 |      |      |      |      |      |      |      |      |      |

### 20e eeuw
| Jaar                                                                                   | 1900   | 1910   | 1920   | 1930   | 1947   | 1961   | 1970   | 1980   | 1982   |
| -------------------------------------------------------------------------------------- | ------ | ------ | ------ | ------ | ------ | ------ | ------ | ------ | ------ |
| Inwonertal                                                                             | 10.202 | 16.882 | 21.006 | 32.700 | 31.725 | 30.557 | 33.693 | 34.640 | 34.562 |
| Opmerking:resultaten volkstellingen op 31/12 tot en met 1970 + 01/01/1980 + 31/12/1982 |        |        |        |        |        |        |        |        |        |